# ライアン・ケリガン
ライアン・ケリガン（Ryan Kerrigan 1988年8月16日- ）はインディアナ州マンシー出身の元アメリカンフットボール選手・コーチ。現役時代のポジションはディフェンシブエンド・ラインバッカー。

## 経歴

### プロ入りまで
大学進学時には、Rivals.com からストロングサイドのディフェンシブエンドとして全米46位にランクされた。
パデュー大学に進学、1年次の2007年には18タックル、1サックをあげた。2年次の2008年には12試合に出場（11試合に先発）し、56タックル、7サック、1インターセプトをあげた。
3年次の2009年には開幕前、テッド・ヘンドリクス賞（カレッジフットボール最優秀のディフェンシブエンドに与えられる賞）の候補にノミネートされた。この年68タックル及び全米トップで大学記録となる7ファンブルフォース、全米3位の13サックをあげて、カレッジフットボールインサイダー、スポーツ・イラストレイテッドからオールアメリカンファーストチームに、Rivals.com からオールアメリカンファーストチームに選ばれた。
2010年には自己最高の75タックル、12.5サックをあげて、アメリカンフットボールコーチ協会、ウォルター・キャンプ基金、フットボールライター協会、AP通信、スポーティングニュース、スポーツ・イラストレイテッド、カレッジフットボールニュース、Rivals.com よりオールアメリカンファーストチームに選ばれた。またビッグ・テン・カンファレンス最優秀守備選手に選ばれた。またチャック・ベドナリク賞、ロンバルディ賞、ロニー・ロット賞のセミファイナリストにもなった。

### ワシントン・レッドスキンズ
2011年のNFLドラフトに彼は有力選手として招待され、1巡16位でワシントン・レッドスキンズに指名されて入団した。
大学時代は4-3ディフェンスでディフェンシブエンドを務めていた彼は、アウトサイドラインバッカーとして起用され全16試合に先発出場し、7.5サックをあげた。開幕週のニューヨーク・ジャイアンツ戦ではイーライ・マニングのパスをブロック、そのままインターセプトし、リターンTDをあげた。第2週で初サックをあげるなど、9月の3試合で12タックル、2サック、1インターセプト、1ファンブルフォースをあげる活躍を見せて9月の月間最優秀新人守備選手に選ばれている。第4週のセントルイス・ラムズ戦では6タックル、1サック、1ファンブルフォースの活躍でチームの勝利に貢献した。
2012年、第5週のアトランタ・ファルコンズ戦でマット・ライアンのパスをブロック、そのままインターセプトし、28ヤードをリターンTDをあげた。第14週のボルチモア・レイブンズ戦ではジョー・フラッコからレイ・ライスに投げられたパスを弾いて、ロンドン・フレッチャーのインターセプトにつなげた。第16週のフィラデルフィア・イーグルス戦ではニック・フォールズを2回サックし、1回はボールをファンブルさせて、リチャード・クロフォードがリカバーしている。2013年1月20日、サンフランシスコ・フォーティナイナーズが第47回スーパーボウルに出場することとなったため、アルドン・スミスの代わりにプロボウルに選ばれた。

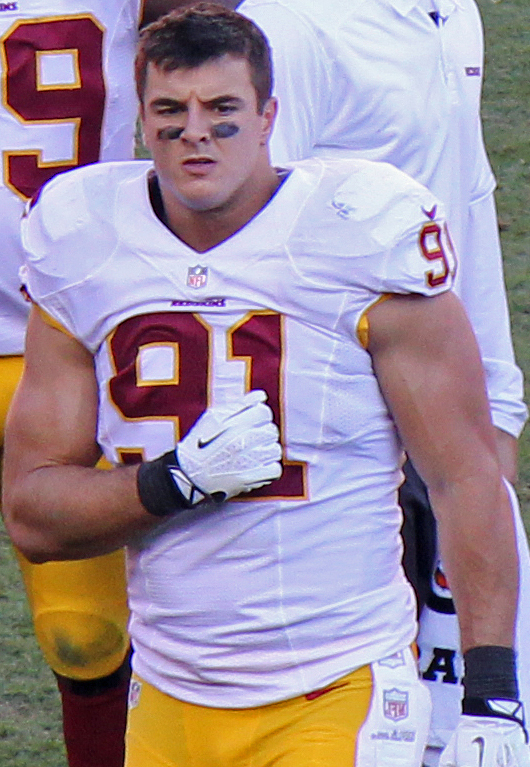
2013年シーズンのケリガン

2013年シーズンは全16試合に先発し、キャリアハイとなる66タックルを挙げ、8.5サックを記録した。
2014年シーズンも全16試合に先発し、64タックルを挙げ、サック数はキャリアハイとなる13.5を記録した。
2015年シーズンも全16試合に先発し、42タックル、9.5サックを挙げた。チームも9勝7敗の成績でプレーオフに進出した。グリーンベイ・パッカーズとのワイルドカードゲームにも出場したが、18-35で敗退した。

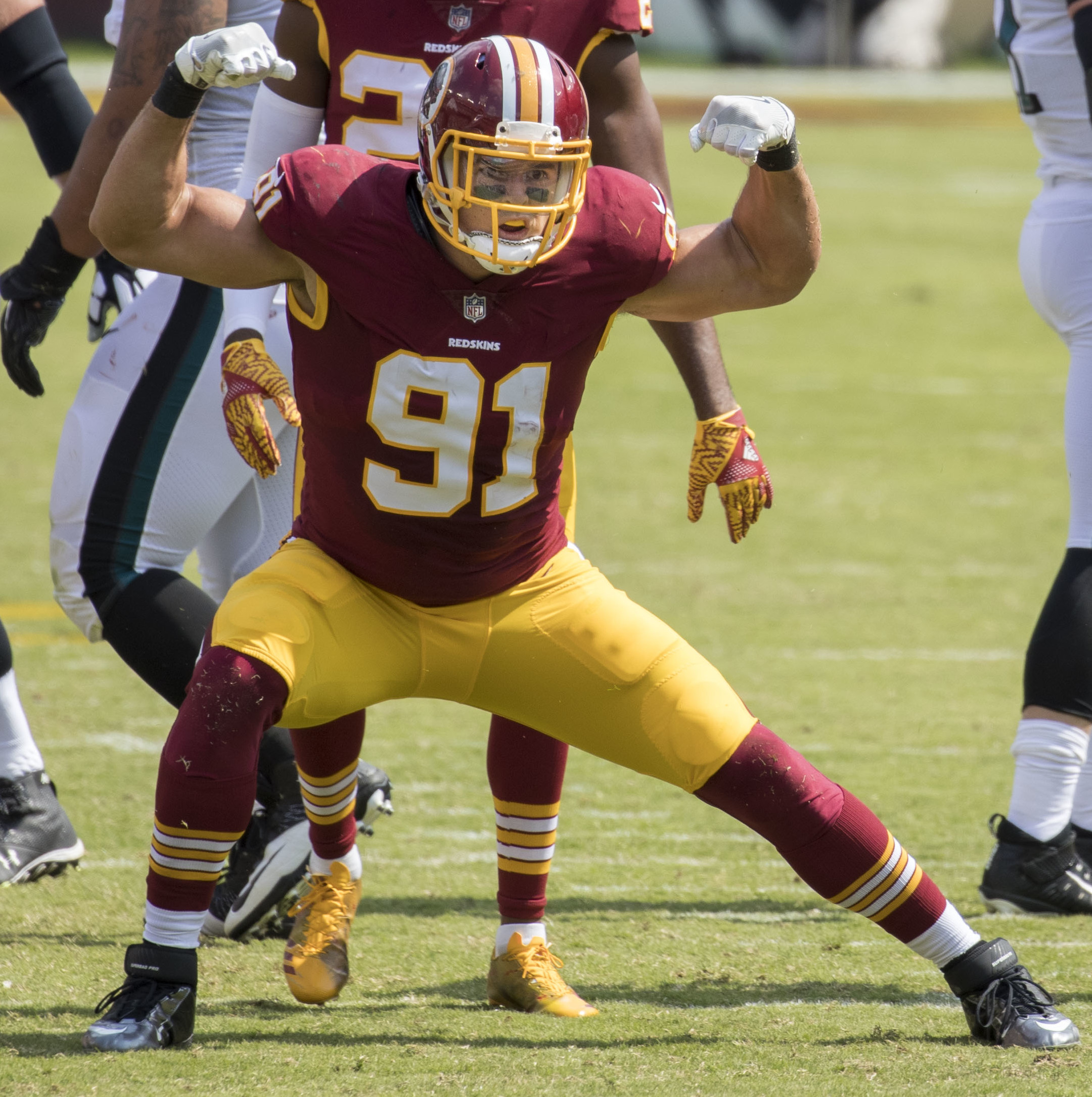
2017年シーズンのケリガン

2016年シーズン、第5週のボルチモア・レイブンズ戦にてジョー・フラッコをサックし、通算サック数が50になった。この年も全試合先発を果たすと、プロボウルに選出された。その後2018年シーズンまで毎年プロボウル選出され、2019年第13週の試合に欠場するまで全試合に出場し続けた。
2020年シーズン、ケリガンはディフェンシブエンドへとポジションが変更となった。開幕戦のイーグルス戦では守備部門の週間MVPに選出された。また通算でのサック数が95.5回となり、この記録はワシントンのフランチャイズレコードとなった。

### フィラデルフィア・イーグルス
2021年5月18日にフィラデルフィア・イーグルスと契約を結んだ。しかしこの年はタックル数が3回に留まり、サックを挙げることができなかった。
2022年7月30日に古巣ワシントンと1日契約を結び、現役引退を表明した。

### 現役引退後
2022年9月5日に古巣ワシントン・コマンダースのアシスタントコーチに就任した。